# (2548) Leloir
(2548) Leloir es un asteroide perteneciente al cinturón de asteroides, descubierto el 16 de febrero de 1975 por el equipo del Observatorio Félix Aguilar desde el Complejo Astronómico El Leoncito, San Juan, Argentina.

## Designación y nombre
Designado provisionalmente como 1975 DA. Fue nombrado Leloir en honor al bioquímico argentino Luis Federico Leloir.